# Țuțcani
Țuțcani – wieś w Rumunii, w okręgu Vaslui, w gminie Mălușteni. W 2011 roku liczyła 593 mieszkańców.